# Väinö Linna
Väinö Valtteri Linna (Urjala, 20 dicembre 1920 – Kangasala, 21 aprile 1992) è stato uno scrittore finlandese.

## Biografia
Väinö Linna nacque nel 1920 a Urjala, nella Finlandia centrale. Suo padre, Vihtori Linna, morì quando lui aveva solo otto anni, lasciandolo con la madre e sei fratelli maggiori.
Frequentò per sei anni la scuola pubblica, mentre la madre lavorava come governante di una abbiente famiglia locale. Lasciati gli studi divenne successivamente impiegato nella grande industria tessile del paese.
Nel 1940 venne chiamato dall'esercito a partecipare alla guerra tra Finlandia e Unione Sovietica, che lo avrebbe impegnato per quattro anni. È qui che scrisse il suo primo racconto sulla guerra. Dopo la fine del conflitto sposò la diciannovenne Kerttu Seuri.
In questo periodo inizia la sua formazione letteraria, che lo vede accostarsi al genere romanzesco e ad autori del calibro di Schopenhauer, Dostoevskij, Strindberg, Goethe, Carlyle e Nietzsche. Il suo crescente interesse per la scrittura lo portò ad associarsi al circolo di letteratura della città di Tampere, dove nel frattempo si era trasferito. Viene a questo punto in contatto con altri autori che ne influenzano consistentemente l'esperienza letteraria, fra i quali Alex Matson, autore della "romaanitaide".
Dal 1955 al 1964 visse e lavorò presso Hämeenkyrö, per poi ritornare a Tampere e potersi dedicare completamente alla scrittura.
Nel 1984 fu vittima di un ictus cerebrale che ne compromise la capacità di parlare. Morì di tumore il 21 aprile 1992.

## Opere

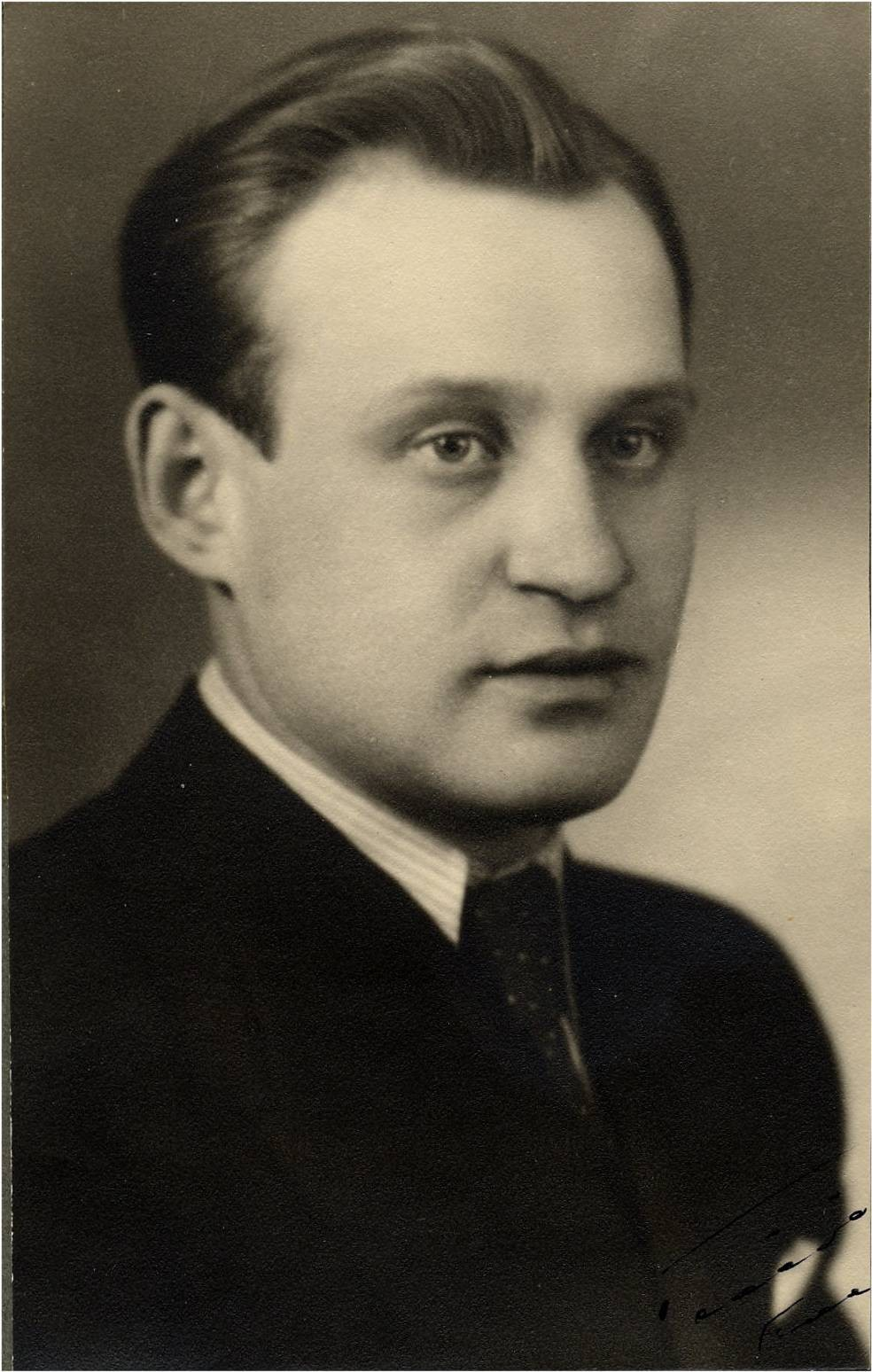
Väinö Linna all'epoca del debutto con il romanzo Päämärä, nel 1947

Il 1947 è la data che segna l'esordio letterario di Linna, con il romanzo autobiografico Päämäärä. In precedenza aveva già consegnato ad un editore una raccolta di poesie, ma l'opera non era stata pubblicata. Päämäärä ebbe comunque uno scarso successo, così come accadde anche con i due successivi romanzi: Musta rakkaus ed Messia (quest'ultimo, incompiuto).
Del 1954 è invece l'opera storica Tuntematon sotilas ("il milite ignoto"), che sancì il suo successo come scrittore in Finlandia. Il suo schietto realismo di fronte alla guerra, il linguaggio spesso dialettico e umoristico, la visione della storia come fenomeno sfaccettato (seguendo il pensiero di Nietzsche), ne determirarono la grande fortuna, testimoniata da diverse trasposizioni cinematografiche e teatrali.
Il secondo capolavoro di Linna è la saga familiare Täällä pohjantähden alla ("Qui, sotto la stella polare). Composto di tre volumi editi negli anni sessanta, il romanzo, ambientato nella regione dell'Häme, segue il corso di tre generazioni di fattori, davanti ai cui occhi si susseguono gli eventi della guerra.
Dopo Täällä Pohjantähden alla Linna smise di scrivere romanzi e si dedicò ai saggi, tra cui Oheisia e Murroksia.